# 平良兼賢
平良 兼賢（たいら かねかた）は、戦国時代から安土桃山時代にかけての武将。北原氏、日向伊東氏の家臣。三ツ山の小林郷地頭、後に三ツ山城主。
史料には伴 兼賢とも散見されることから伴氏の子孫と思われるが、同じく伴氏を祖とする北原氏との縁戚関係は不明である。

## 略歴
永禄元年（1558年）、主君・北原氏13代当主・北原兼守が急死し家督問題が発生、伊東義祐がこれに介入してくると家中が二分される。兼賢は伊東方につき反対派と対立した。義祐が反対派の粛清を始めると兼賢もこれに関わり、兼守の叔父で飯野城主・北原兼孝父子を攻め滅ぼす。これにより、北原氏は義祐の推す北原氏庶流馬関田右衛門佐が家督を継ぎ、伊東氏が事実上乗っ取った。
永禄5年（1562年）、残る反対派である白坂下総介が守護・島津貴久に対し北原家再興を打診、貴久が応じ北郷時久・相良義陽も協力したため、伊東氏が奪っていた北原氏旧領は悉く取り返される。兼賢も右衛門佐共々、居城の三ツ山城より追われた。翌永禄6年（1563年）5月、相良義陽は島津氏と袂を分かち、再び伊東氏と手を結ぶと、逼迫した下総介らは後難を恐れて出奔、北原氏に綻びが生じた。これにより三ツ山城は再び伊東方に帰し、兼賢は伊東家臣として三ツ山城主に任じられた。
元亀3年（1572年）の木崎原の戦いを契機に伊東氏が衰退し始めると、天正4年（1576年）に三ツ山城は島津氏の城に帰したが、兼賢の所在や以後の事績は不明である。